# Cam Gallagher
 (août 2017).
Pour les articles homonymes, voir Gallagher.
Cameron Joseph Gallagher (né le 6 décembre 1992 à Lancaster, Pennsylvanie, États-Unis) est un receveur des Royals de Kansas City de la Ligue majeure de baseball.

## Carrière
Cam Gallagher est choisi par les Royals de Kansas City au 2e tour de sélection du repêchage amateur de 2011. Son père Glenn Gallagher a joué professionnellement comme lanceur dans les ligues mineures avec des clubs affiliés aux Blue Jays de Toronto de 1981 à 1984 et son frère aîné Austin Gallagher, un joueur de premier et troisième but, a évolué dans les mineures dans l'organisation des Dodgers de Los Angeles de 2007 à 2012,.
Cam Gallagher fait ses débuts dans le baseball majeur avec les Royals de Kansas City le 6 août 2017 dans le premier match d'un programme double face aux Mariners de Seattle. Dans le second match de la journée, il réussit son premier coup sûr dans les majeures contre le lanceur Cody Martin des Mariners.